# Bouton

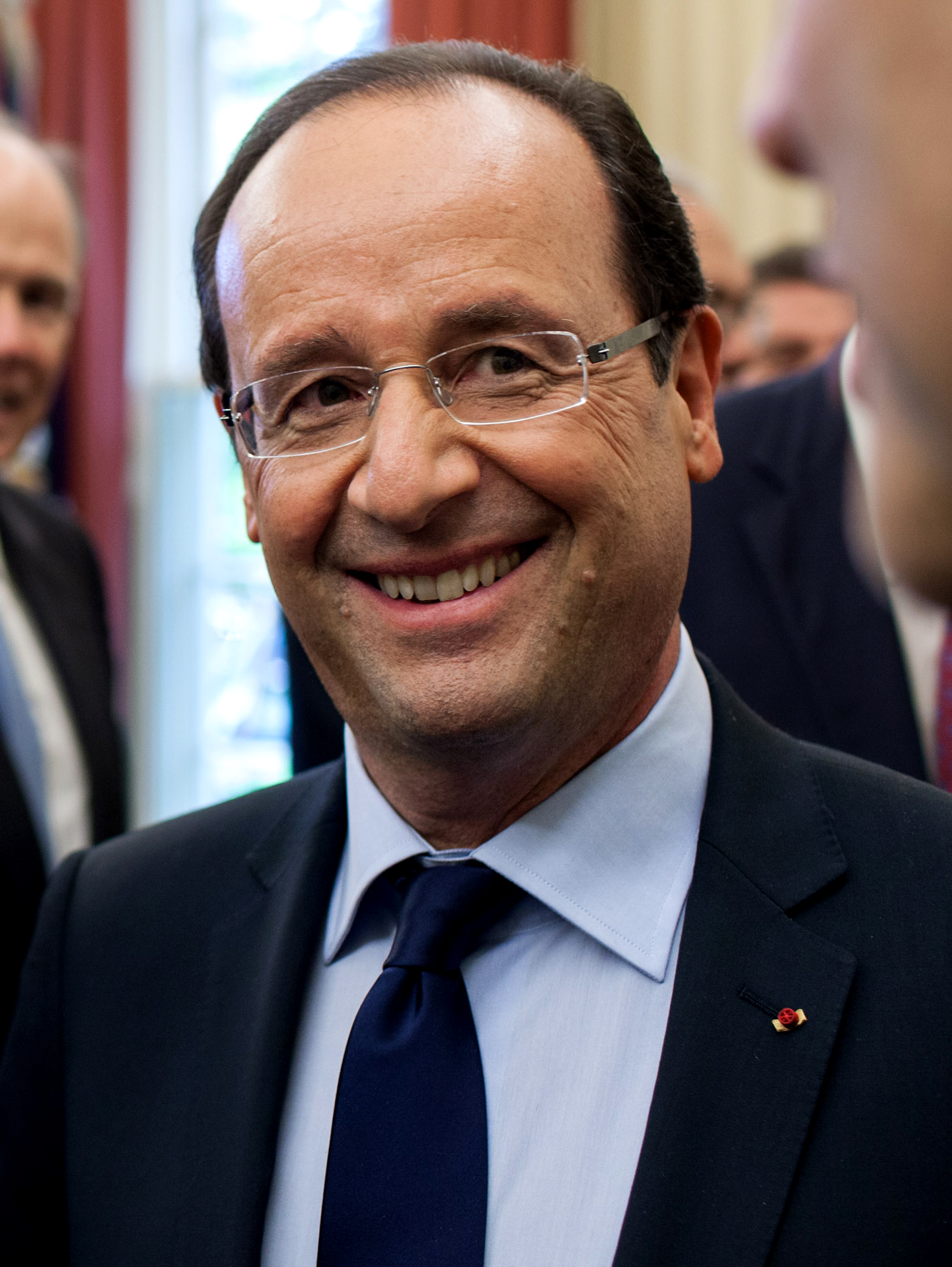
Frankrikes president François Hollande med bouton för Hederslegionen vid knapphålet.

Bouton (franska;"knapp") eller ordensknapp är ett synligt tecken på en värdighet inom en orden, alternativt en medalj, som bärs till vardags i kostym. Knappen är klädd i utmärkelsens tyg och bärs i knapphålet. För högre grader har boutonen ett tvärband av guld eller silver.
I Sverige rådde länge oklara regler för hur boutoner skulle utföras. Sten Lewenhaupt föreslog 1953 ett system för svenska ordnar:
- Riddare av Serafimerorden samt kommendörer med stora korset: knapp med inlagt ordensemblem
- Kommendörer av första klass samt riddare av Carl XIII:s orden: knapp med inlagd kraschan
- Kommendörer: knapp med inlagd miniatyr av ordenskorset

För innehavare av flera ordnar skulle den finaste ordens band utgöra boutonens kant, medan samtliga ordnar delades in i fält i boutonens mitt med inlagt emblem från den förnämsta orden.

## Galleri

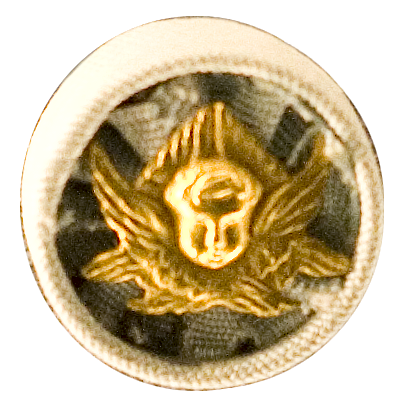
Äldre bouton för Serafimerorden.
Äldre bouton för Norska Lejonorden.